# Kyptoceras amatorum
Il chiptocerato (Kyptoceras amatorum) è un mammifero artiodattilo estinto, appartenente ai protoceratidi. Visse nel Pliocene inferiore (circa 5 milioni di anni fa) e i suoi resti fossili sono stati ritrovati in Nordamerica.

## Descrizione
Questo animale, come tutti i suoi simili, doveva assomigliare vagamente a un'antilope dalle corna disposte in modo bizzarro. Il cranio era dotato di un corno nasale a forma di V e di due corna sopra le orbite, alte, dritte e a sezione quasi circolare, Kyptoceras differiva da tutti gli altri protoceratidi nel fatto che sia il corno nasale a V che le corna sopraorbitali erano ricurve in avanti; i suoi molari, inoltre, al contrario di quelli di tutti gli altri protoceratidi erano a corona molto alta (ipsodonti). Inoltre, non vi era esposizione del passaggio delle narici dorsalmente dietro il corno a V, come invece avveniva negli altri protoceratidi.

## Classificazione
Kyptoceras amatorum venne descritto per la prima volta da Webb nel 1981, sulla base di un cranio frammentario proveniente dalla formazione Bone Valley in Florida. Altri fossili sono stati ritrovati in Messico e in Carolina del Nord.
Kyptoceras è un rappresentante dei protoceratidi, una famiglia di artiodattili endemici del Nordamerica, forse affini ai camelidi. In particolare, questo animale fu l'ultimo rappresentante noto della famiglia, e il suo parente più stretto sembrerebbe essere stato Syndyoceras, del Miocene inferiore. Ciò suggerisce uno iato di circa 13 milioni di anni nella documentazione fossile. Altri protoceratidi evoluti, come Lambdoceras e Synthetoceras, vissero nel corso del Miocene ma appartenevano a una linea evolutiva distinta.